# TSACC
TSACC (англ. TSSK6 activating cochaperone) – білок, який кодується однойменним геном, розташованим у людей на 1-й хромосомі. Довжина поліпептидного ланцюга білка становить 125 амінокислот, а молекулярна маса — 13 670.
| 10         |  | 20         |  | 30         |  | 40         |  | 50         |
| ---------- |  | ---------- |  | ---------- |  | ---------- |  | ---------- |
| MERHTSHPNR |  | KVPAKEEANA |  | VPLCRAKPSP |  | SYINLQASSP |  | PATFLNIQTT |
| KLPSVDHKPK |  | ECLGLLECMY |  | ANLQLQTQLA |  | QQQMAVLEHL |  | QASVTQLAPG |
| RGSNNSSLPA |  | LSPNPLLNHL |  | PQFSK      |  |            |  |            |

A: Аланін

C: Цистеїн

D: Аспарагінова кислота

E: Глутамінова кислота

F: Фенілаланін

G: Гліцин

H: Гістидин

I: Ізолейцин

K: Лізин

L: Лейцин

M: Метіонін

N: Аспарагін

P: Пролін

Q: Глутамін

R: Аргінін

S: Серин

T: Треонін

V: Валін

Кодований геном білок за функцією належить до шаперонів. 